# Équipe de Colombie de football à la Coupe des confédérations 2003
L'équipe de Colombie de football participe à sa 1re Coupe des confédérations lors de l'édition 2003 qui se tient en France du 18 juin 2003 au 29 juin 2003. Elle se rend à la compétition en tant que vainqueur de la Copa América.

## Résultats

### Phase de groupe
|   | Équipe           | Pts | J | G | N | P | BP | BC | Diff |
| - | ---------------- | --- | - | - | - | - | -- | -- | ---- |
| 1 | France           | 9   | 3 | 3 | 0 | 0 | 8  | 1  | +7   |
| 2 | Colombie         | 6   | 3 | 2 | 0 | 1 | 4  | 2  | +2   |
| 3 | Japon            | 3   | 3 | 1 | 0 | 2 | 4  | 3  | +1   |
| 4 | Nouvelle-Zélande | 0   | 3 | 0 | 0 | 3 | 1  | 11 | -10  |

| 18 juin 2003 | France   | 1 | 0 | Colombie         |
| 20 juin 2003 | Colombie | 3 | 1 | Nouvelle-Zélande |
| 22 juin 2003 | Colombie | 1 | 0 | Japon            |

| 18 juin 2003 21:00        | France           | 1 - 0 | Colombie | Stade Gerland, Lyon                               |                                                   |
| Historique des rencontres | Henry 39e (pen.) |       |          | Spectateurs : 38 541 Arbitrage : Lucílio Baptista | Spectateurs : 38 541 Arbitrage : Lucílio Baptista |
| Historique des rencontres | (Rapport)        |       |          | Spectateurs : 38 541 Arbitrage : Lucílio Baptista | Spectateurs : 38 541 Arbitrage : Lucílio Baptista |

| 20 juin 2003 19:00        | Colombie                              | 3 - 1 | Nouvelle-Zélande | Stade Gerland, Lyon                            |                                                |
| Historique des rencontres | López 58e · Yepes 75e · Hernández 85e |       | de Gregorio 27e  | Spectateurs : 22 811 Arbitrage : Carlos Batres | Spectateurs : 22 811 Arbitrage : Carlos Batres |
| Historique des rencontres | (Rapport)                             |       |                  | Spectateurs : 22 811 Arbitrage : Carlos Batres | Spectateurs : 22 811 Arbitrage : Carlos Batres |

| 22 juin 2003 21:00        | Japon     | 0 - 1 | Colombie      | Stade Geoffroy-Guichard, Saint-Étienne           |                                                  |
| Historique des rencontres |           |       | Hernández 68e | Spectateurs : 24 541 Arbitrage : Jorge Larrionda | Spectateurs : 24 541 Arbitrage : Jorge Larrionda |
| Historique des rencontres | (Rapport) |       |               | Spectateurs : 24 541 Arbitrage : Jorge Larrionda | Spectateurs : 24 541 Arbitrage : Jorge Larrionda |

### Demi-finale
| 26 juin 2003                      | Cameroun | 1 - 0   | Colombie | Stade Gerland, Lyon                            |                                                |
| 18:00 · Historique des rencontres | N'Diefi 9e |         | | Spectateurs : 12 352 Arbitrage : Markus Merk \ | Spectateurs : 12 352 Arbitrage : Markus Merk \ |
| 18:00 · Historique des rencontres | (Rapport) |         | | Spectateurs : 12 352 Arbitrage : Markus Merk \ | Spectateurs : 12 352 Arbitrage : Markus Merk \ |
| 18:00 · Historique des rencontres | Kameni 37e - Tchato 43e, 69e, Song , Njanka, Mettomo - Foé 23e ( 75e Mezague), Idrissou ( 90e Falemi), Geremi, M'Bami - Djemba-Djemba 77e, N'Diefi ( 74e Atouba) \ | Équipes | O.Cordoba 55e - I.Cordoba 49e, Yepes, Valentierra, Lopez - Velázquez ( 46e Becerra), Gonzalo Martinez, Bedoya ( 70e Murillo), Patiño - Hernandez, Aristizabal | Spectateurs : 12 352 Arbitrage : Markus Merk \ | Spectateurs : 12 352 Arbitrage : Markus Merk \ |

### Match pour la3eplace
| 28 juin 2003                      | Colombie | 1 - 2   | Turquie | Stade Geoffroy-Guichard, Saint-Étienne       |                                              |
| 18:00 · Historique des rencontres | Hernández 63e |         | Tuncay 2e · Okan Yılmaz 86e | Spectateurs : 18 237 Arbitrage : Mark Shield | Spectateurs : 18 237 Arbitrage : Mark Shield |
| 18:00 · Historique des rencontres | (Rapport) |         | | Spectateurs : 18 237 Arbitrage : Mark Shield | Spectateurs : 18 237 Arbitrage : Mark Shield |
| 18:00 · Historique des rencontres | O.Cordoba - I.Cordoba , Yepes, Becerra ( 41e Arriaga), Patiño - Velázquez, J.Lopez ( 28e Valentierra), Bedoya, Martinez 33e - Aristizabal, Hernandez | Équipes | Çatkıç 89e - Sonkaya ( 60e Şahin), Balci, Baris, Üzülmez 33e - Arslan ( 87e Penbe), Ates ( 66e Okan Yılmaz), Cetin 20e, Toraman - Tuncay 57e, Karadeniz | Spectateurs : 18 237 Arbitrage : Mark Shield | Spectateurs : 18 237 Arbitrage : Mark Shield |

## Effectif
Sélectionneur :  Francisco Maturana
| No. | Pos.      | Joueur                | Date de naissance et âge | Sélec. | Club                    |
| --- | --------- | --------------------- | ------------------------ | ------ | ----------------------- |
| 1   | Gardien   | Óscar Córdoba         | 3 février 1970           |        | Beşiktaş                |
| 2   | Défenseur | Iván Córdoba          | 11 août 1976             |        | Internazionale Milano   |
| 3   | Défenseur | Mario Yepes           | 13 janvier 1976          |        | FC Nantes               |
| 4   | Défenseur | Edgar Ramos           | 27 septembre 1979        |        | Independiente Santa Fe  |
| 5   | Défenseur | José Mera             | 11 mars 1979             |        | Deportivo Cali          |
| 6   | Défenseur | Gerardo Vallejo       | 3 décembre 1976          |        | Deportivo Cali          |
| 7   | Attaquant | Elson Becerra         | 26 avril 1978            |        | Deportes Tolima         |
| 8   | Milieu    | Arnulfo Valentierra   | 16 août 1974             |        | Once Caldas             |
| 9   | Attaquant | Víctor Aristizábal    | 9 décembre 1971          |        | Cruzeiro EC             |
| 10  | Milieu    | Giovanni Hernández    | 16 juin 1976             |        | Deportivo Cali          |
| 11  | Milieu    | Elkin Murillo         | 20 septembre 1977        |        | Deportivo Cali          |
| 12  | Gardien   | Juan Carlos Henao     | 30 septembre 1971        |        | Once Caldas             |
| 13  | Attaquant | Herly Alcázar         | 30 octobre 1976          |        | Centauros Villavicencio |
| 14  | Milieu    | Oscar Díaz            | 8 juin 1972              |        | Deportivo Cali          |
| 15  | Milieu    | Rubén Velázquez       | 18 décembre 1975         |        | Once Caldas             |
| 16  | Attaquant | Eudalio Arriaga       | 19 septembre 1975        |        | Atlético Junior         |
| 17  | Attaquant | Martín Arzuaga        | 23 juillet 1981          |        | Atlético Junior         |
| 18  | Milieu    | Jorge López Caballero | 15 août 1981             |        | Millonarios             |
| 19  | Défenseur | Andrés Mosquera       | 9 juillet 1978           |        | Deportivo Cali          |
| 20  | Milieu    | Gerardo Bedoya        | 26 septembre 1975        |        | Racing Avellaneda       |
| 21  | Milieu    | Jairo Patiño          | 5 avril 1978             |        | Deportivo Cali          |
| 22  | Gardien   | Luis Enrique Martínez | 11 juillet 1982          |        | Envigado                |
| 23  | Défenseur | Gonzalo Martínez      | 30 novembre 1975         |        | SSC Napoli              |

## Navigation